# Östra Kärrstorps socken
Östra Kärrstorps socken i Skåne ingick i Färs härad, ingår sedan 1974 i Sjöbo kommun och motsvarar från 2016 Östra Kärrstorps distrikt.
Socknens areal är 22,62 kvadratkilometer varav 22,52 land. År 2000 fanns här 670 invånare.  Tätorten Bjärsjölagård med Bjärsjölagårds slott samt kyrkbyn Östra Kärrstorp med sockenkyrkan Östra Kärrstorps kyrka ligger i socknen. 

## Administrativ historik
Socknen har medeltida ursprung. Före den 1 januari 1886 (ändring enligt beslut den 17 april 1885) var namnet Kärrstorps socken.
Vid kommunreformen 1862 övergick socknens ansvar för de kyrkliga frågorna till Kärrstorps församling och för de borgerliga frågorna bildades Kärrstorps landskommun. Landskommunen uppgick 1952 i Bjärsjölagårds landskommun som upplöstes 1974 då denna del uppgick i Sjöbo kommun. Församlingen utökades 2002 och uppgick 2010 i Vollsjö församling.
1 januari 2016 inrättades distriktet Östra Kärrstorp, med samma omfattning som församlingen hade 1999/2000.  
Socknen har tillhört län, fögderier, tingslag och domsagor enligt vad som beskrivs i artikeln Färs härad. De indelta soldaterna tillhörde Södra skånska infanteriregementet, Färs och Alby kompanier och Skånska dragonregementet, Sallerups skvadron, Liv- och överstelöjtnantens kompani.

## Geografi
Östra Kärrstorps socken ligger norr om Sjöbo. Socknen är en odlad slättbygd med smärre inslag av lövskog och en mosse i nordväst.

## Fornlämningar
Från stenåldern är ett par boplatser funna. Från järnåldern finns stensättningar. 

## Namnet
Namnet skrevs 1350 Käristhorp och kommer från kyrkbyn. Efterleden innehåller torp, 'nybygge'. Förleden innehåller möjligen kärr.